# Jonathan Bennett
Jonathan Bennett (17. února 1930 Greymouth, Nový Zéland – 31. března 2024 Bowen Island) byl britský a kanadský filozof novozélandského původu, představitel analytické filozofie. Na bázi teorie řízení vypracoval originální koncepci významu. Vyšel z výzkumů racionality.
Univerzitní vzdělání nabyl na Oxfordské univerzitě. Učil na Cambridgeské univerzitě (1956–1968), Simon Fraser University (1968–1970), University of British Columbia (1970–1979) a Syracuse University (1979–1997).

## Dílo
- 1964 – rationalities: An Essay Towards an Analysis
- 1966 – Kant 's Analytic
- 1971 – Locke, berkelia, Hume: Central Themes
- 1973 – The Meaning-Nominalist Strategy
- 1974 – Kant 's Dialectical
- 1975 – Stimulus, Response, Meaning
- 1976 – Linguistic Behavior
- 1979 – Analytic Transcendental Arguments
- 1984 – A Study of Spinoza's Ethics
- 1988 – Events and Their Names